# Kobaltna plava
Kobaltna plava ili kobaltovo modrilo CoAl2O4 je jedan od najpoznatijih pigmenata spinelne strukture. To je osobito cijenjeni pigment, vrlo lijepog i toplog plavog tona, postojan na svjetlosti. Upotrebljava se mnogo u slikarstvu, a zbog svoje vatrostalnosti služi kao pigment za porculan i slično.

## Skupina spinela
Skupina spinela (fra. spinelle od tal. spinello, možda od lat. spina: trn) su oksidi tipa AB2O4, gdje je A pretežno dvovalentni, a B trovalentni kation. Skupina obuhvaća niz oksida (kromit, magnetit, hercinit i druge). Spineli su vrlo tvrdi (relativna tvrdoća prema Mohsu do 8), staklasta sjaja, crvene, zelene, smeđe do crne boje. Nastaju uglavnom u metamorfnim uvjetima te ih ima u mramorima, gnajsovima, serpentinitima, a ponekad u migmatitima kao rezultat likvidno-magmatske segregacije. Krupni i bistri kristali spinela, napose aluminijskoga, cijene se kao dragi kamen. Spinel je kubični mineral, magnezijsko-aluminijski oksid (MgAl2O4).

## Mješoviti oksidni pigmenti
Mješoviti oksidni pigmenti sastoje se od miješanih kristalnih komponenata spinelne ili rutilne strukture. Spineli čine veliku grupu minerala općenite formule M(II)M2(III)O4, u kojoj je M(II) dvovalentan metal, obično magnezij, željezo(II), cink ili mangan, a M(III) trovalentan metal, najčešće aluminij, željezo(III) ili krom. Neki od mnogobrojnih poznatih spinela pokazuju vrlo dobra pigmentna svojstva i odavno se u tu svrhu upotrebljavaju. Jedan od najpoznatijih pigmenata spinelne strukture jest kobaltovo modrilo CoAl2O4. To je osobito cijenjeni pigment, vrlo lijepog i toplog plavog tona, postojan na svjetlosti. Upotrebljava se mnogo u slikarstvu, a zbog svoje vatrostalnosti služi kao pigment za porculan i slično. 
Djelomičnom zamjenom iona titanija ionima prijelaznih metala u kristalnoj rešetki rutila TiO2, nastaju obojeni miješani polikristali rutilne strukture, od kojih se neki također mogu upotrijebiti kao pigmenti. Tehnički su važniji u prvom redu rutilni pigmenti s ugrađenim ionima nikla i kroma, koji im daju žutu boju. 
Mješoviti oksidni pigmenti spinelne i rutilne strukture postojani su prema djelovanju svjetla, atmosferilija i kemikalija, a posebno se odlikuju svojom postojanošću na visokim temperaturama. Dobro se podnose s organskim obojenim pigmentima, od kojih imaju veću moć pokrivanja, pa se često s njima kombiniraju. Upotrebljavaju se za pripravu lakova i boja za vanjske naliče izložene trošenju, posebno u građevinarstvu, za bojenje čeličnih i aluminijskih limova za spremnike, dijelove strojeva i vozila, za pokrivne pečene automobilske lakove, za bojenje plastičnih masa, u keramičkoj industriji i slično.

### Proizvodnja spinel pigmenata
Spineli su minerali različitog podrijetla (magmatskog i metamorfnog). Nastaju prilikom zagrijavanja na visokoj temperaturi. Kemijski su to magnezijski aluminati (MgAl204). Većina spinela je bez boje. Taloženjem različitih iona u vulkanskim procesima djelomično nastaju spineli s jakom bojom. Ti obojeni spineli prodaju se kao drago kamenje. Žuti i narančastocrveni kamen naziva se rubicel.  Crni koji sadrži željezo iz Šri Lanke naziva se pleonast. Tako i poznati crveni kamen u engleskoj kruni nije rubin, već spinel.  Ovisno o elementima koji su taloženi u kristalnoj strukturi razlikujemo aluminijske, željezo(III), krom, vanadij i titanij spinele.
Mineralni spineli i metali miješaju se na mokro, te se zatim zagrijavaju na 1200 °C do 1600 °C. Tako dolazi do razmjene iona. Metalni ioni se vrlo čvrsto vežu u strukturu kristala, te ih se nakon što se ohlade više ne može ispirati. Spineli imaju čvrstoću od 8 (po Mohsu) i postojani su na kiseline i lužine. Nakon žarenja pigmenti se peru i melju, kako bi se postigla odgovarajuća zrnatost. Ti se pigmenti između ostalog koriste za sintezu dragih kamenja (modni nakit) ili u keramici za proizvodnju određenih boja prilikom pečenja. Minerali koji spadaju u veliku skupinu spinela su na primjer kromit, franklinit, ganit, magnetit i mnogi drugi.  Spinel pigmenti mogu se koristiti kod svih veziva. Vrlo su postojani na svjetlo, vremenske utjecaje i kemikalije. Toksikološki su bezopasni, tako da su dopušteni i za bojanje plastičnog posuđa ili igračaka. Također su bezopasni u spalionici smeća, gdje temperatura sagorijevanja iznosi samo oko 1 000 °C, a pigmenti podnose od 1 400 °C do 1 600 °C.

## Vanjske poveznice
|  | Zajednički poslužitelj ima još gradiva o temi Kobaltna plava |